# فاول ریور
فاول ریور (به انگلیسی: Fowl River) رودخانه‌ای است که در ایالات متحده آمریکا جریان دارد.